# Darabani
Darabani là một thị xã thuộc hạt Botoșani, România. Dân số thời điểm năm 2002 là 11867 người.